# ジェネシス・ロドリゲス
ジェネシス・ロドリゲス（Génesis Rodríguez、1987年7月29日 - ）は、アメリカ合衆国の女優。

## 来歴

### 生い立ち
アメリカ合衆国フロリダ州マイアミで生まれる。母親カロライナ・ペレスはキューバのモデル、父親ホセ・ルイス・ロドリゲスはベネズエラのテレノベラ俳優、歌手である。家庭環境からスペイン語が堪能である。地元マイアミにある聖心キャロルトン学校に入学。学校で演劇作品に参加したことから、役者としてのキャリアを追求することを決断。地元内外でダンス、ボーカル、演技の勉強をした。その後、ニューヨークへと発ち、リー・ストラスバーグ演劇研究所のクラスで演技を学ぶ。

### キャリア
2004年頃から、スペイン語圏で絶大な人気を誇るいくつかのテレノベラ作品にレギュラーとして出演し、スペイン語圏に於いて知名度を獲得。その代表的な出演作品としては、テレムンドによって放映された『Prisionera』および『Dame Chocolate』、ならびに『Doña Bárbara』などが挙げられる。
2010年、舞台をヒスパニック世界からアングロ世界へと移し、テレビシリーズ『アントラージュ★オレたちのハリウッド』に数度にわたりゲスト出演。
2012年の映画作品『崖っぷちの男』で長編映画デビューを飾り、同年、『俺たちサボテン・アミーゴ』や『恋愛だけじゃダメかしら?』に出演。また、2013年には『ラストスタンド』に出演している。

## フィルモグラフィー

### 映画
| 年   | 題名                                                         | 役名                 | 備考     |
| ---- | ------------------------------------------------------------ | -------------------- | -------- |
| 2012 | 崖っぷちの男 Man on a Ledge                                  | アンジー             |          |
| 2012 | 俺たちサボテン・アミーゴ Casa de Mi Padre                    | ソニア               |          |
| 2012 | 恋愛だけじゃダメかしら? What to Expect When You're Expecting | コートニー           |          |
| 2013 | 泥棒は幸せのはじまり Identity Thief                          | マリソル             |          |
| 2013 | ラストスタンド The Last Stand                                | エレン・リチャーズ   |          |
| 2013 | ハリケーンアワー Hours                                       | アビゲイル・ヘイズ   |          |
| 2014 | Mr.タスク Tusk                                               | アリー・レオン       |          |
| 2014 | ベイマックス Big Hero 6                                      | ハニー・レモン       | 声の出演 |
| 2015 | ラン・オールナイト Run All Night                             | ガブリエラ・コンロン |          |
| 2016 | コンビニ・ウォーズ バイトJK VS ミニナチ軍団 Yoga Hosers      | ウィックランド先生   |          |
| 2020 | フローズン・ストーム Centigrade                              | ナオミ               | 主演     |

### テレビシリーズ
| 年          | 題名                                                            | 役名                       | 備考                    |
| ----------- | --------------------------------------------------------------- | -------------------------- | ----------------------- |
| 2010 - 2011 | アントラージュ★オレたちのハリウッド Entourage                   | サラ                       | 3エピソード             |
| 2017        | タイム・アフター・タイム 〜H・G・ウェルズの冒険 Time After Time | ジェーン                   |                         |
| 2017 - 2021 | ベイマックス ザ・シリーズ Big Hero 6: The Series                | ハニー・レモン（声の出演） |                         |
| 2018        | LAW & ORDER:性犯罪特捜班 Law & Order: Special Victims Unit      | ルルド・ベガ               | 2エピソード             |
| 2018 -      | シーラとプリンセス戦士 She-Ra and the Princesses of Power       | パフューマ（声の出演）     |                         |
| 2022        | アンブレラ・アカデミー The Umbrella Academy                     | スローン                   | Netflixオリジナルドラマ |